# Скрибонія
Скрибонія (лат. Scribonia, близько 70 року до н. е. — 16 рік н. е.) — друга дружина імператора Октавіана Августа.

## Життєпис
Походила з впливового плебейського роду Скрибоніїв. Донька Луція Скрибонія Лібона та Сентії. До Октавіана, Скрибонія вже двічі була одружена.
Першим її чоловіком був Гней Корнелій Лентул Марцеллін, консул 56 року до н. е., який був на 20 років старшим від неї. Від нього вона народила Корнелія Марцелліна. Її чоловік помер 47 року до н. е.
Другим її чоловіком був Публій Корнелій Сципіон Сальвіто, прибічник її діда Помпея Великого. Від нього Скрибонія народила дочку Корнелію і сина Публій Корнелій Сципіон, консул 18 року до н. е. Але їх змусив розвестись її дядько Секст Помпей, який замислив її віддати за Октавіана Августа, щоб таким чином зміцнити своє становище.
У 40 році до н. е. Скрибонія вийшла заміж за Октавіана, майбутнього імператора Августа. Метою шлюбу було зміцнення політичних зв'язків поміж Октавіаном і Секстом Помпеєм, одруженим з небогою Скрибонією. У 39 році до н. е. Скрибонія народила доньку Юлію. Октавіан розлучився із дружиною відразу ж після народження доньки, пояснивши це «поганою вдачею» Скрибонії, проте насправді через бажання вступити у шлюб з Лівією. У 2 році до н. е. Скрибонія послідувала за донькою у вигнання на острів Пандатерію, а після її смерті у 14 році н. е. повернулася до Риму, де невдовзі й померла.

## Родина
1. Чоловік Гней Корнелій Лентул Марцеллін, консул 56 року до н. е.
Діти:
- Корнелій Марцеллін

2. Чоловік — Публій Корнелій Сципіон Сальвіто.
Діти:
- Публій Корнелій Сципіон
- Корнелія Сципіона

3. Чоловік — Октавіан Август, імператор з 27 року до н. е. до 14 року н. е.
Діти:
- Юлія Старша

## Плутанина в шлюбах
Однак існує й інша версія її шлюбів, яка припускає, що перший її чоловік є невідомим на сьогодні, тоді як другим був Луцій Корнелій Лентул Марцеллін, імовірно син Гнея Корнелія Лентула Марцелліна, який не був відповідно згідно з цією версією в шлюбі зі Скрибонією. Луцій Корнелій Лентул Марцеллін був по жіночій лінії родичем Публія Корнелія Сципіона Еміліана. Він був консулом-суффектом 38 року до н. е. і претором 44 року до н. е. Із Скрибонією мав двох синів — Луція Корнелія Лентула Марцелліна, який помер молодим, і Гнея Корнелія Лентула та дочку Корнелію .
Ця версія заснована на тому, що у «Fasti Magistrorum Vici» Публія Корнелія Сципіона Сальвіто було названо консулом-суффектом 35 року до н. е., тоді як того року за іншими даними консулом-суффектом був Публій Корнелій Долабелла. Хоча на сьогодні цю версію вважають провідною, але вона багато в чому суперечить античним джерелам.